# Edineț
Edineț (historiskt även: Edineți och Edinița, ryska: Eдинец) är en stad i distriktet Edineț i norra Moldavien, 201 kilometer norr om huvudstaden Chișinău. Staden hade 15 520 invånare (2014).

## Vänorter
- Râmnicu Sărat, Rumänien